# Dzwonów
Dzwonów (Duits: Nieder-Schellendorf) is een dorp in de Poolse woiwodschap Neder-Silezië. De plaats maakt deel uit van de gemeente Chojnów.